# 多賀城市総合体育館
多賀城市総合体育館（たがじょうしそうごうたいいくかん）は、宮城県多賀城市にある屋内スポーツ施設である。
国道45号沿いに位置。

## 施設
- 大体育室
  - 床面積
    - 約1071m2（37.2ｍ×28.8ｍ）

  - 利用可能種目
    - バレーボール（3面）、バスケットボール（2面）、バドミントン（6面）、テニス（コート1面）など

  - 観客席
    - 固定808席
- 小体育室 
  - 床面積
    - 約667m2（29.5ｍ×22.6ｍ）
- 利用可能種目
  - バレーボール（1面）、バスケットボール（1面）、バドミントン（3面）、卓球（6台）など
- 柔剣道場
  - 床面積
    - 約3502（19.45ｍ×16.62ｍ）
- 利用可能種目
  - 空手、少林寺、合気道、なぎなた、ダンス、体操、ヨガなど
- 集会室（約30人利用可能）
- 和室（約5人利用可能）
- 弓道場
- 子ども遊技室
- トレーニング室

## 主な使用大会・イベント
- 全日本バレーボール選抜男女リーグ
- 平成27年度天皇杯・皇后杯全日本バレーボール選手権大会
- 平成29年度全国高等学校総合体育大会バレーボール競技大会
- 平成29年度全国高等学校総合体育大会

など多数

## 開館時間・休館日
- 開館時間
  - 平日・土曜日：9:00 - 21:00
  - 日曜・祝日：9:00 - 17:00
- 休館日
  - 毎週水曜日（水曜日が祝日の場合は翌日）
  - 年末年始（12月28日 - 1月4日）

## アクセス
- JR仙石線多賀城駅から徒歩約30分[1]
- JR仙石線下馬駅から徒歩約15分[1]

駐車場あり（約150台）

## 周辺
- 宮城県貞山高等学校